# 黑尾無線鰨
黑尾無線鰨為輻鰭魚綱鰈形目鰨亞目舌鰨科的其中一種，為熱帶海水魚，分布於中太平洋東部美國加州至加利福尼亞灣海域，棲息深度2-201公尺，體長可達21公分，棲息在沙泥底質底層水域，以小魚及無脊椎動物為食，生活習性不明，可做為食用魚。

## 扩展阅读
維基物種上的相關：黑尾無線鰨